# كليبر (لاعب كرة قدم)
كليبر هو لاعب كرة قدم برازيلي في مركز الدفاع، ولد في 2 أغسطس 1998 في ريو دي جانيرو في البرازيل. لعب مع نادي فلامنغو.

## وصلات خارجية
- كليبر (لاعب كرة قدم) على موقع رابطة كرة القدم اليابانية للمحترفين (اليابانية)
- كليبر (لاعب كرة قدم) على موقع قاعدة بيانات كرة القدم.إي يو (الإنجليزية)
- كليبر (لاعب كرة قدم) على موقع Soccerway.com (الإنجليزية)
- كليبر (لاعب كرة قدم) على موقع عالم كرة القدم.نت (الإنجليزية)